# Gorochovetzia
Gorochovetzia es un género extinto de sinápsidos teriodontos que vivieron en el Pérmico Superior en lo que ahora es Rusia. Sus fósiles se han encontrado en el distrito de Gorokhovetsky en el Óblast de Vladimir. Gorochovetzia es un miembro de la familia Hofmeyriidae. Sus restos fósiles se encontraron en la Óblast de Vladímir. El género y la especie tipo, Gorochovetzia sennikovi, fueron nombrados oficialmente en 2011 por Mikhail F. Ivakhnenko, y se caracteriza por tener un cráneo corto y muy robusto. Los caninos son grandes, mientras que los dientes ubicados detrás de estos tienen coronas alargadas y bordes aserrados. La mandíbula inferior es alta y curvada hacia arriba.